# ستون آب نوسانی

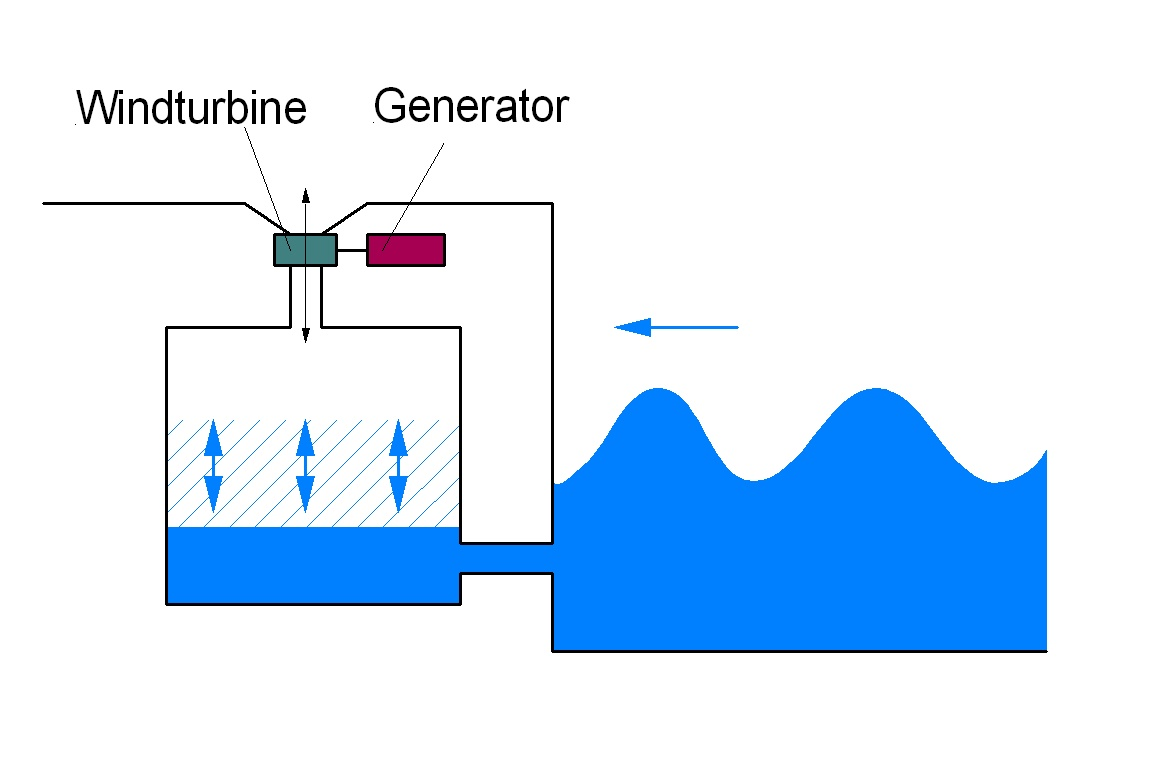
ستون آب نوسانی (OWC)؛ اصول کارکرد نیروگاه موج با محفظه پنوماتیک

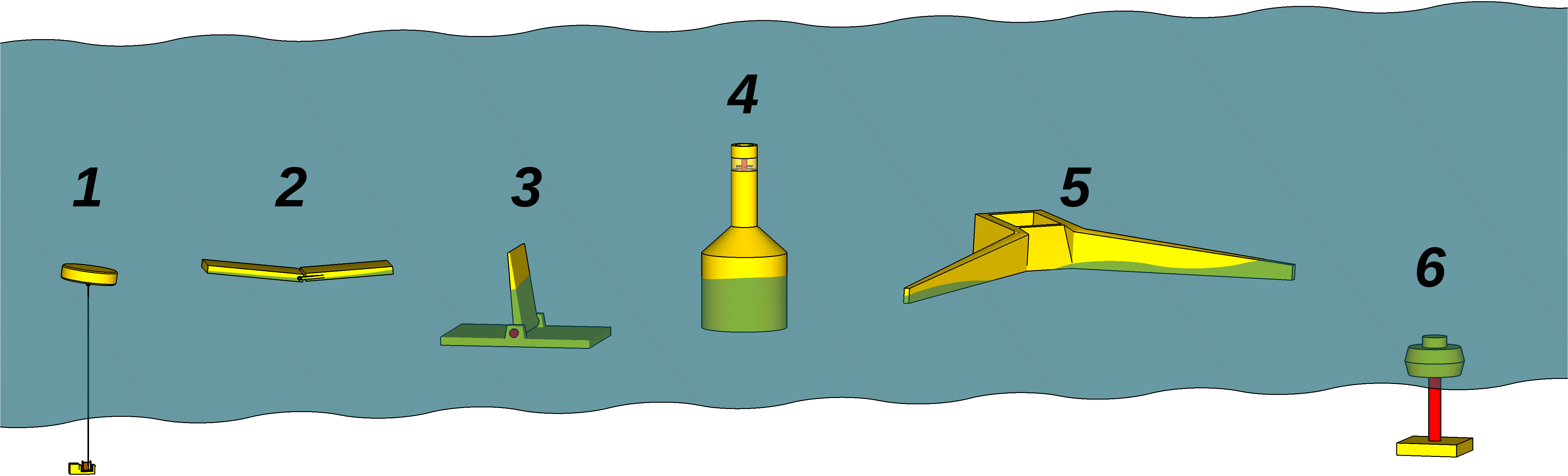
مفاهیم عمومی انرژی موج: ۱. نقطه جذب ۲. تنفس ۳. مبدل موج‌شکن نوسانگر ۴. ستون آب نوسانی ۵. دستگاه افزاینده ۶. اختلاف فشار مستغرق (زیر آب)

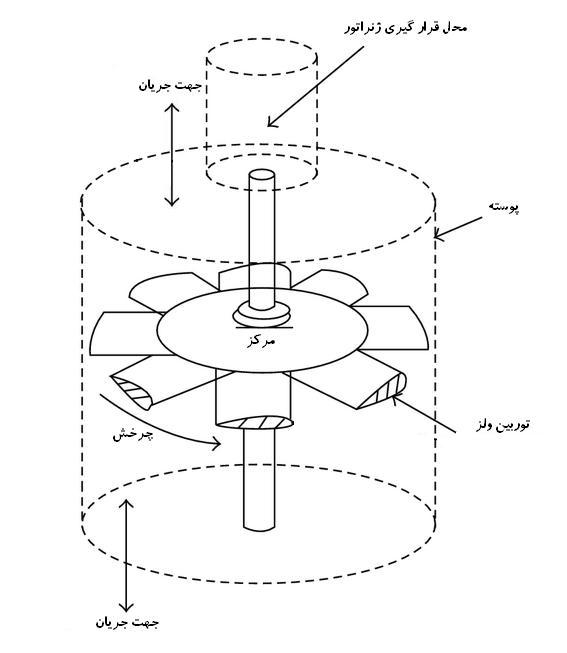
توربین ولز

شکل ۱. دیاگرام توربین ولز

ستون آب نوسانی یا ستون نوسانگر آب (به انگلیسی: Oscillating Water Column) به اختصار OWC یک نوع مکانیزم مبدل انرژی موج (WEC) است که از نوسان آب دریا در داخل یک محفظه توخالی انرژی تولید می‌کند. ستون آب نوسانی، یکی از منابع انرژی تجدیدپذیر حساب می آید، به همین دلیل چندین شرکت فناوری مدل‌های کارآمد OWC طراحی می‌کنند.
امواج دریا باعث می‌شود ستون آب مانند یک پیستون عمل کند. حرکت بالا و پایین آب (حرکت نوسانی) باعث می‌شود هوای به دام افتاده در بالای ستون آب، از محفظه خارج و دوباره به داخل آن بازگردد. این حرکت پیوسته، یک جریان رفت و برگشتی از هوا با سرعت بالا را به وجود می‌آورد که از طریق نیروی برخاست هدایت می‌شود. نیروی برخاست، جریان هوا را به انرژی تبدیل می‌کند. در مدل‌هایی که جریان هوا را به برق تبدیل می‌کنند، محور توان‌دهی شامل یک توربین دو طرفه است.
ستون آب نوسانی اختراع یوشیو ماسودا، فرمانده سابق نیروی دریایی ژاپن بود که به عنوان پدر فناوری موج مدرن شناخته می‌شود.

## نحوه کارکرد
ستون آب نوسانی (OWC)، ستونی از آب در یک لوله بدون کف یا یک محفظه شناور روی سطح دریاست که بالا و پائین می‌رود و این حرکت باعث حرکت جریان هوا در بالای ستون آب می‌شود که می‌تواند توربین را به حرکت درآورد. آب در حین حرکت به سمت بالای استوانه، هوا را فشرده کرده (هوای فشرده) و از درون توربین عبور می‌دهد. سپس، آب در حین بازگشت، هوا را در جهت مخالف فشرده و از توربین دیگری عبور می‌دهد. این بدین معنی است که توربین همیشه بدون در نظر گرفتن جهت جریان هوا، چرخش می‌کند به‌طوری‌که انرژی به‌طور مداوم تولید می‌شود. چ
یکی از مزایای استفاده از ستون آبی نوسانی برای تولید برق این است که سرعت هوا با کاهش آهسته در مساحت سطح مقطع کانال نزدیک‌شونده به توربین، افزایش داده می‌شود. این امر، حرکت آهسته امواج را با چرخش سریع توربین (بدن کمک گرفتن از چرخ‌دنده‌های مکانیکی) کوپل می‌کند. یکی‌دیگر از مزایای آن، این است که ژنراتور الکتریکی به‌طور چشمگیری از ستون آب شناور جابجا می‌شود. شکل و اندازه حفره‌ای که آب در درون آن حرکت می‌کند پاسخ فرکانسی ژنراتور را تعیین می‌کند.
در صورتی‌که این فناوری دارای تنظیم فعال با بازه‌ای گسترده‌ای از فرکانس‌های امواج دریا با استفاده از ۲ روش روبرو باشند، بازده سیستم به شدت افزایش می‌یابد. ۱) استفاده از چندین حفره، یا ۲) استفاده از آشکارسازهای امواج ورودی که اطلاعات را برای تغییر شکل حفره و تنظیم زاویه پره توربین، می‌فرستند.

## اجزای اصلی ستون آب نوسانی

### محور توان‌دهی
محور توان‌دهی جز اصلی ستون آب نوسانی (OWC) است. این محور، قدرت پنوماتیک (هوای فشرده) را به یک منبع انرژی مورد نظر (مثلاً صدا یا برق) تبدیل می‌کند. طراحی سیستم مربوط به نیروی برخاست برای کارایی ستون آب نوسانی (OWC) بسیار مهم است. این سیستم باید قادر باشد جریان هوای فشرده را به داخل کانال هدایت و سپس همان جریان را در بازگشت به داخل کانال، جمع‌آوری و به انرژی تبدیل کند. توربین‌هایی که این کار را انجام می‌دهند، توربین‌های دو طرفه نامیده می‌شوند.

### توربین ولز
توربین ولز، یک توربین دو طرفه است که از پره‌های متقارن استفاده می‌کند (نگاه کنید به شکل ۱). به همین دلیل ایرفویل بدون در نظر گرفتن جهت جریان هوا چرخش می‌کند. توربین ولز مزایا و معایبی دارد. غیر از روتور اصلی توربین، قطعات حرکت نمی‌کنند که سبب می‌شود نگهداری آن را آسان‌تر و مقرون به صرفه‌تر کند. اما در سرعت‌های بالای جریان هوا برخی از کارایی آن کاهش می‌یابد زیرا در زاویه‌های بالای حمله ایرفویل، نیروی درگ ایجاد می‌کند. توربین‌های ولز در جریان هوا با سرعت کم، کارایی بیشتری دارند.

### توربین هانا
توربین هانا ، توسط جان کلارک هانا، فعال محیط زیست در سال ۲۰۰۹ اختراع شد. توربین هانا به منظور بهبود توربین ولز طراحی شد. همانند توربین ولز، دستگاه هانا دارای قطعات متحرک که در تماس مستقیم با اقیانوس باشند، نیست. این توربین دارای دو روتور است که دارای پره‌های نامتقارن پشت به هم است. هر دو روتور دارای ایرفویل با زاویه حمله کم هستند. ایرفویل‌ها دارای ضریب برخاست (lift) بالاتری و ضریب درگ کمتری نسبت به توربین ولز هستند. این امر باعث می‌شود توربین هانا کمتر در معرض تأخیر در حرکت (خفگی) شود و گشتاور بیشتری ارائه دهد.
طراحی توربین هانا نیاز به دو ژنراتور دارد که در خارج از کانال‌های هوا و در یک محیط نسبتاً خشک عمل می‌کنند.

## تاریخچه
اولین استفاده از ستون آب نوسانی (OWC) در سوت زدن شناورها بود. شناور با استفاده از فشار هوای تولید شده در محفظه‌ای، نیروی برخاست را به سوت تبدیل می‌کند. این سیستم به جای تولید برق، صدا ایجاد می‌کند و باعث می‌شود که شناور به قایق‌ها برای عبور از مسیرهای خطرناک هشدار دهد.
نوآوری مهم بعدی در سال ۱۹۴۷ رخ داد که یوشیو ماسودا، فرمانده نیروی دریایی ژاپن، یک شناور جهت‌یاب را به کمک ستون آب نوسانی (OWC) طراحی کرد که از سیستم نیروی برخاست توربین استفاده می‌کرد. این اولین نمونه از OWCها بود که برای تولید برق استفاده می‌شد. شناور دارای ظرفیت تولید محدود ۷۰ تا ۵۰۰ وات و در خلیج اوزاکا مستقر بود.

## پروژه‌های نیروگاهی ستون آب نوسانی (OWC)

### اسکاتلند
این نیروگاهِ ستون آب نوسانی (OWC) در سال ۲۰۰۱ راه‌اندازی شد. ظرفیت تولید این نیروگاه ۵۰۰ کیلووات (۰٫۵ مگاوات) است که با یک توربین ولز با قطر ۲٫۶ متر کار می‌کند.

### اسپانیا
این نیروگاه OWC در سال ۲۰۱۱ راه‌اندازی شد. ظرفیت تولید این نیروگاه در شرایط مناسب حدود ۳۰۰ کیلووات (به اندازه برق مصرفی ۲۵۰ خانواده) است که با ۱۶ توربین ولز کار می‌کند. کانال‌های عبور هوا و توربین‌ها در موج‌شکن قرار دارند. موج شکن‌ها، دیوارهای ساخته‌شده هستند که خط ساحلی را از فعالیت‌های موج ایمن می‌کند.
هر توربین دارای کانال‌های عبور جریان هواست. عرض کانال‌ها ۴٫۵ متر و عمق آن‌ها ۳٫۱ متر عمق و ارتفاع آن‌ها ۱۰ متر است. این اولین نمونه بود که از چند توربین در یک نیروگاهِ OWC استفاده می‌شد.

### شناور OE
نوشتار اصلی: شناور OE
هم‌چنین ببینید: شناور قدرت
شناور OE در سال ۲۰۰۶ با استفاده از مدل مقیاس ۱به۴ با وزن ۲۸ تن در ایرلند مورد آزمایش قرار گرفت. این شناور در حال ارتقای کارایی توسط شرکت Ocean Energy (به اختصار OE) است. شناور OE به گونه‌ای طراحی شده‌است تا در فواصل دور از ساحل و در آب‌های عمیق که در آن خیزآب‌های دریا، فعالیت‌های موجی تولید می‌کند، کار کند.
این شناور به کمک یک توربین ولز برق تولید می‌کند. بر اساس یک آزمایش ۳ ماهه انتظار می‌رود که شناور OE مقیاس کاملِ خود حدود ۵۰۰ مگاوات برق تولید کند. شناورهای OE در خشکی مونتاژ می‌شوند و سپس توسط قایق به مکان‌های بهینه انرژی منتقل می‌شوند.

## اثرات زیست‌محیطی
ستون آب نوسانی (OWC) دارای قطعات متحرک در آب نیستند و به همین دلیل خطری برای زندگی در دریا ایجاد نمی‌کنند. OWCها ممکن است از طریق ایجاد صخره مصنوعی از زندگی دریایی حمایت کنند. بزرگ‌ترین نگرانی این است که OWC باعث آلودگی صوتی بیش از حد خواهند شد و می‌توانند به چشم‌انداز دورنمای دریا آسیب برساند. این مشکلات را می‌توان با جابه‌جایی OWC به مکان‌های دورتر از ساحل، حل کرد.